# Chalette-sur-Voire
Chalette-sur-Voire è un comune francese di 151 abitanti situato nel dipartimento dell'Aube nella regione del Grand Est.

## Società

### Evoluzione demografica
Abitanti censiti